# Mitreo dei Serpenti

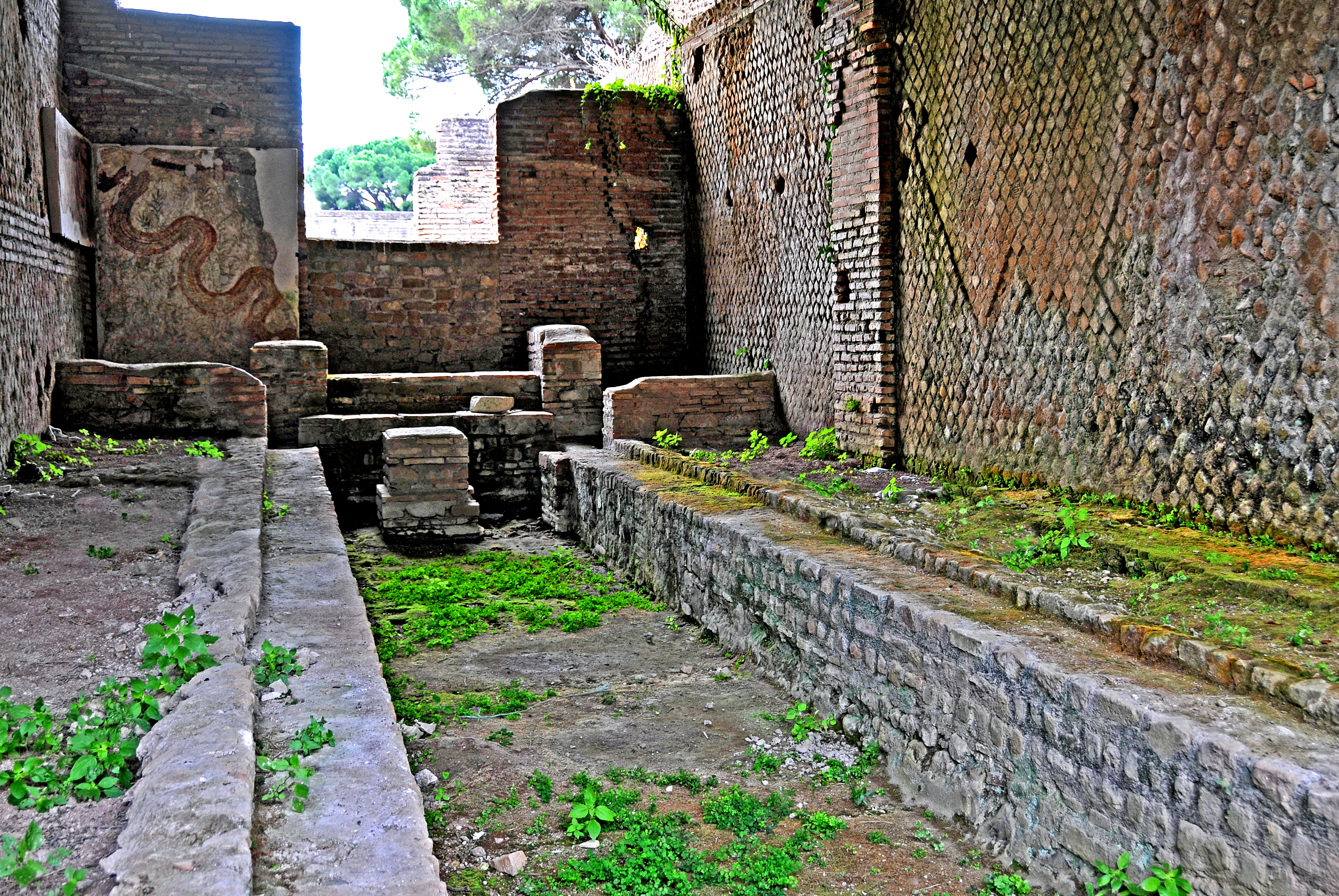
Innenansicht des Mithräums

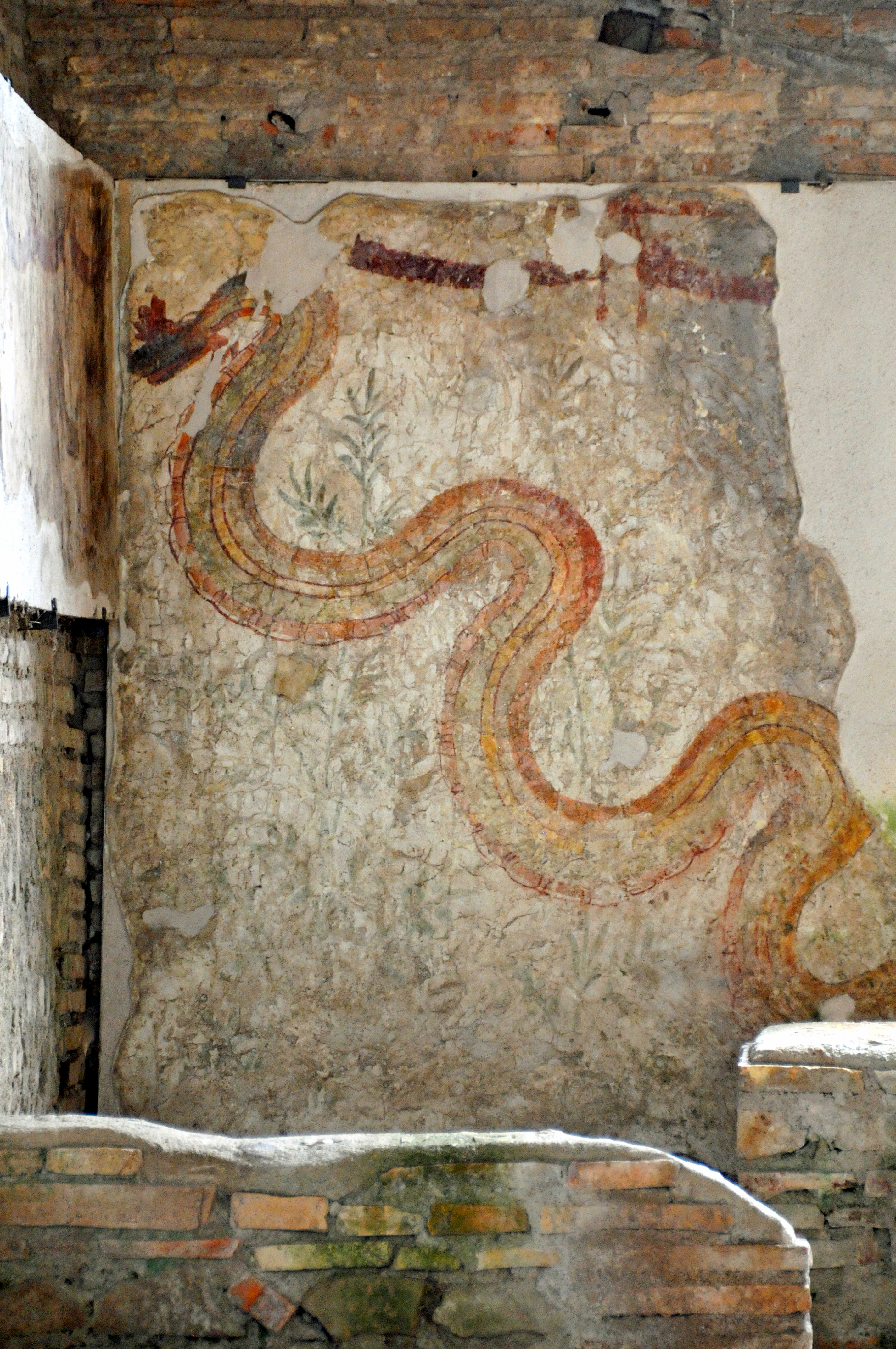
Wandmalereien mit Schlange im Mithräum

Das Mitreo dei Serpenti (Mithräum der Schlangen) in Ostia (Regio V, Insula VI, 6) erhielt seinen modernen Namen von Wandmalereien, die zwei Schlangen darstellen.
Das Mithräum wurde um 250 oder etwas später in ein bestehendes Haus des 2. Jahrhunderts hineingebaut, dessen ursprüngliche Funktion unsicher ist. Vielleicht handelte es sich um ein Mietshaus. Das eigentliche Mithräum besteht aus einem Saal, der 11,97 mal 5,15 m groß ist. An den Längswänden befindet sich jeweils eine Bank. Der Eingang liegt im Norden, der Altar gegenüber im Süden. Im Eingangsbereich befinden sich noch heute an zwei Wänden Malereien, die jeweils eine Schlange zeigen. Die männliche Schlange ist mit einem Federbusch als Kopfschmuck dekoriert, was römischer Tradition entspricht. Auf der rechten Seite der Malerei, die sich auf der Längswand befindet, ist eine menschliche Figur zu sehen. Die Malereien datieren ins 2. Jahrhundert und dekorierten einst die Wand eines Gartens. Vielleicht wurden die Schlangen mit dem Mithraskult verbunden, weswegen sie in das Heiligtum einbezogen und nicht entfernt wurden.